# FK Modriča
FK Modriča este o echipă de fotbal din Modriča, Republika Srpska, Bosnia și Herzegovina.

## Titluri
Cupa Republicii Srpska: (1)
- 2007

Cupa Bosniei: (1)
- 2004

Liga Republicii Srpska: (1)
- 2003

Prima Ligă Bosniacă: (1)
- 2008

## Jucători notabili
- Marko Bajić
- Marko Stojić